# Mario Casella
Mario Casella (Fiorenzuola d'Arda, Piacenza 1886-Florencia, 1956) fue un filólogo, hispanista, dantista y cervantista italiano.
Alumno de Pio Rajna, asumió la dirección de la revista Studi danteschi a la muerte de Michele Barbi; en 1924, tras haber enseñado en la Universidad de Catania, sucedió a su maestro en la cátedra de la Universidad de Florencia. Entre sus obras destacan su memorable edición de la Divina Commedia (1923), Studi sul testo della Divina Commedia (1924), Dai trovatori al Petrarca (1935), Il Chisciotte di Cervantes (1938), Poesia e storia (1939) y Per il testo del Convivio (1944).
- Datos: Q1125179